# Nigel Short
Nigel David Short (Leigh, 1 de junho de 1965) é um enxadrista britânico, com título de Grande Mestre Internacional.
Em 1993 jogou contra Garry Kasparov a final do campeonato mundial de xadrez da PCA (Professional Chess Association), que perdeu por 12,5 - 7,5. Para chegar à final, teve que vencer ao ex-campeão mundial Anatoly Karpov e a Jan Timman.
Em 2008 se candidatou à presidência da FIDE, mas não foi eleito.